# Іван Зафіров
Іван Зафіров (болг. Иван Зафиров, нар. 30 грудня 1947, Софія) — болгарський футболіст, що грав на позиції захисника, зокрема, за клуб ЦСКА (Софія), а також національну збірну Болгарії.

## Клубна кар'єра
У дорослому футболі дебютував 1964 року виступами за команду клубу ЦСКА (Софія), в якій провів два сезони, взявши участь у 16 матчах чемпіонату. 
Протягом 1966—1968 років захищав кольори команди клубу «Слівен», після чого повернувся до ЦСКА, за який відіграв 13 сезонів, протягом яких вже був основним гравцем захисту команди. Завершив професійну кар'єру футболіста виступами за софійських «армійців» у 1981 році.

## Виступи за збірну
1968 року дебютував в офіційних матчах у складі національної збірної Болгарії. Протягом кар'єри у національній команді, яка тривала 13 років, провів у формі головної команди країни 34 матчі.
У складі збірної був учасником чемпіонату світу 1974 року у ФРН, на якому, утім, був лише резервним гравцем і на поле не виходив.

## Титули і досягнення
- Срібний олімпійський призер: 1968